# François Vatel
François Vatel, punim imenom Fritz Karl Vatel je slavni francuski kuhar rođen 1635. u Parizu podrijetlom iz Švicarske. Nakon pariškog školovanja prvo je radio za moćnog financijera Fouqueta. Kada je Nicholas Fouquet ovaj pao u nemilost na francuskom dvoru, Vatel postaje "Maitre d’hotel", odnosno glavni majordom princa Condea u raskošnom dvorcu Chantilly gdje je više desetljeća priređivao čuvene gozbe i bankete. Izvršio je samoubojstvo ubivši se mačem.

## Poveznice
2000. snimljen je britansko-francuski film Vatel temeljen je životu čuvenog francuskog kuhara.